# Cladomelea longipes
Cladomelea longipes är en spindelart som först beskrevs av O. Pickard-Cambridge 1877.  Cladomelea longipes ingår i släktet Cladomelea och familjen hjulspindlar.
Artens utbredningsområde är Kongo. Inga underarter finns listade i Catalogue of Life.